# Adela miśnieńska
Adela miśnieńska (duń. Edel/Adel/Adelheid af Meissen), królowa Danii, córka margrabiego Konrada Wettyna z Miśni (+1157) i jego żony Ludgardy szwabskiej (+1140). Daty urodzin i zgonu królowej nie są znane, ani miejsce jej pochówku.
Wyszła za mąż za króla Danii Swena III w 1152 r. Małżeństwo zostało zawarte ze względów politycznych podczas pobytu Swena III na zjeździe w Merseburgu, gdzie został on koronowany przez króla Niemiec Fryderyka Barbarossę. Podczas wojny domowej i walki o tron Danii Adela wraz z mężem musieli opuścić kraj udając się na wygnanie do Saksonii w 1154. Powrócili w 1157, po uzyskaniu wsparcia wojskowego ojca Adeli i arcybiskupa Bremy. Wkrótce jednak Swen III zginął w bitwie na Grathe Hede (wrzosowisko Grathe) na Jutlandii. Adela opuściła Danię i wyszła za mąż za hrabiego Adelberta von Ballenstädt. Z małżeństwa ze Swenem III miało się urodzić dwoje dzieci: syn, który zmarł jako niemowlę i córka Ludgarda.